# Wilhelm Stumpf

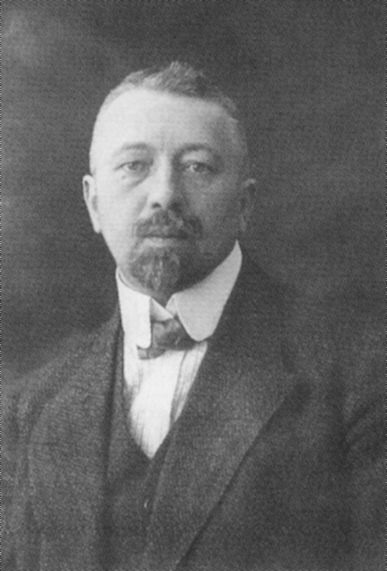
Wilhelm Stumpf (1873–1926)

Wilhelm Ludwig Ferdinand Stumpf (* 30. März 1873 in Weimar; † 27. August 1926 in Oberstaufen) war ein deutscher Illustrator, Landschafts- und Porträtmaler.

## Leben
Der Sohn des Kaufmanns Gustav Stumpf (1842–1914) und dessen Ehefrau Louise, geborene Comitti (1848–1914), besuchte von 1884 bis 1889 das Königliche Gymnasium in Leipzig. Auf den Kunstakademien von Leipzig und München ließ er sich zum Landschafts- und Porträtmaler ausbilden. In München war er ab 1896 Schüler von Gabriel von Hackl, Karl Raupp, Paul Hoecker und Heinrich von Zügel. Seine Malweise war demzufolge stark vom Impressionismus beeinflusst. Von 1898 bis 1899 besuchte er gemeinsam mit Paul Klee die Malerakademie Burghausen.
Seit 1904 war er mit der aus Magdeburg stammenden Malerin Gertrud Salge (1877–1949) verheiratet. Mit ihr lebte er zunächst in Dorfen bei Wolfratshausen und von 1908 bis 1910 in Regenstauf.
Von 1900 bis 1922 war er mit Bildern regelmäßig auf Ausstellungen im Münchner Glaspalast vertreten. 1903 beteiligte er sich an der Großen Kunstausstellung in Dresden, 1904 und 1906 an den Ausstellungen des Kunstvereins Bremen. 1922 erhielt er auf der Leipziger Kunstausstellung die Silbermedaille für einen dekorativen Entwurf. Neben Landschaftsbildern, Stillleben und Porträts schuf er auch Holzschnitte und Radierungen sowie zahlreiche Illustrationen für Bücher.
Während des Ersten Weltkriegs diente er unter anderem als Kriegsberichterstatter und Zeichner während des Frankreichfeldzuges in den Vogesen. Die Erlebnisse an der Front hatten für den sensiblen Künstler nicht nur körperliche, sondern auch seelische Beeinträchtigungen zur Folge. Nach dem Krieg zog Stumpf mit seiner Frau deshalb in das von ihm landschaftlich besonders geliebte Allgäu, zunächst kurzzeitig nach Pfronten-Berg und am 27. Juli 1919 nach Oberstaufen, wo er im Alten Schloss (heute: Schlossbergklinik) wohnte und neue Kraft zu schöpfen hoffte. Die Inflationszeit, in der Stumpf sein Vermögen verlor und auch als Künstler wenig gefragt war, stürzte ihn jedoch in eine tiefe existentielle Krise, weshalb er sich schließlich in einem Akt der Verzweiflung das Leben nahm.
Auf dem Neuen Friedhof in Weimar fand er seine letzte Ruhestätte.
Heute werden die Arbeiten Wilhelm Stumpfs auf Kunstauktionen international gehandelt. „Unter den Malern, die im Allgäu lebten, ist Wilhelm Stumpf, wenn auch weniger bekannt, so doch einer der interessantesten. Seine sichere Malqualität, seine gediegene Farbwahl und seine ausgewogenen Bildkompositionen überzeugen durchgängig.“
Vom 20. September bis 4. Oktober 2009 veranstaltete der Künstlerkreis Oberstaufen im Färberhaus eine Gedächtnisausstellung, bei der 30 Werke des Künstlers gezeigt wurden. Außerdem erschien ein Begleitkatalog, der erstmals Leben und Werk Wilhelm Stumpfs umfassend würdigt.

## Mitgliedschaften
- Leipziger Künstlerbund
- Luitpold-Gruppe, München

## Ausstellungen
- 1981: Wilhelm Stumpf Gedächtnisausstellung in Oberstaufen, veranstaltet durch die Galerie Remise. Bad Nauheim
- 1990: Jubiläumsveranstaltung in der Kunst- und Kongresshalle Gießen sowie in der Galerie Remise, Bad Nauheim, August bis September 1990
- 2009: Wilhelm Stumpf 1873–1926, Gedächtnisausstellung im Rahmen der Werkschau des Künstlerkreises Oberstaufen, Färberhaus Oberstaufen, 19. September bis 4. Oktober 2009

## Werke (Auswahl)

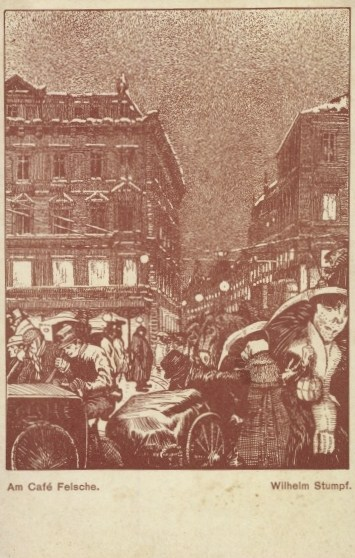
Am Café Felsche, 1903
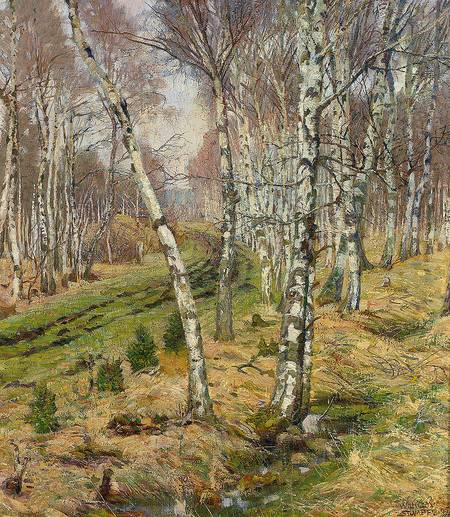
Birken im Herbst, 1905
Maientag Oberstaufen, 1922
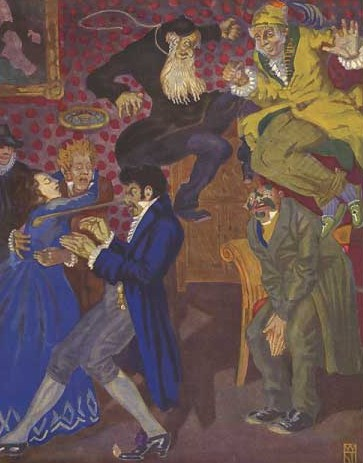
Illustration zu E. T. A. Hoffmann: Die Brautwahl, 1920

Gemälde
- 1892: Felsküste mit Brandung. Aquarell und Kreide auf Pappe, 40,5 x51 cm
- 1896: Alte Dorfstraße. Öl auf Pappe, 70 × 46,5 cm
- 1898: Gebirgslandschaft
- 1898: Burghausen
- 1899: Herbststürme über Burghausen. Öl auf Leinwand, 180 × 120 cm
- 1905: Birken im Herbst. Öl auf Leinwand, 71 × 65 cm
- 1907: Auenlandschaft. Öl auf Leinwand, 80 × 90,5 cm
- 1908: Stillleben mit Vögeln. Öl auf Leinwand, 80 × 90 cm
- 1911: Hof im Winter. Öl auf Leinwand, 51 × 65 cm
- 1912: Seenlandschaft im Winter. Öl auf Leinwand, 50 × 50 cm
- 1922: Wintertag im Allgäu
- 1924: Heustadl in allgäuer Winterlandschaft
- Stillleben. Öl auf Leinwand, 110 × 100 cm
- Gebirgslandschaft mit rosa Wolken. Öl auf Leinwand
- Auf einer Holzbank liegt ein Wiesenblumenstrauss. Öl auf Leinwand, 80,5 × 60,5 cm
- Vorfrühling im Gebirge. Öl auf Leinwand, 78 × 88 cm
- Winters Ende in Kitzbühel. Öl auf Leinwand, 63,5 × 74,5 cm
- Hochgrat. Öl auf Holz, 55 × 71 cm
- Nagelfluhkette
- Allgäuer Voralpenlandschaft
- Zwei Kuhhirten am Staufen
- Weg in Oberstaufen
- Waldwiese. (Rathaus Oberstaufen)
- Winterlandschaft. (Rathaus Oberstaufen)
- Blumenstillleben. (Schlossbergklinik Oberstaufen)

Zeichnungen
- 1893: Arkadische Landschaft. Aquatintazeichnung auf Karton, 31 × 36 cm
- 1900: Bildnis der Mutter. Bleistift, Kreide, Kohle auf Karton, 17,5 × 14,5 cm
- 1900: Bildnis des Vaters. Bleistift, Kreide, Kohle auf Karton, 17,5 × 14,5 cm
- 1902: Porträt des Bruders Dr. med. Franz Stumpf. Kreide auf Karton, 26 × 34 cm
- Der Kesselflicker. Federzeichnung auf Karton, 32 × 40,5 cm

Illustrationen

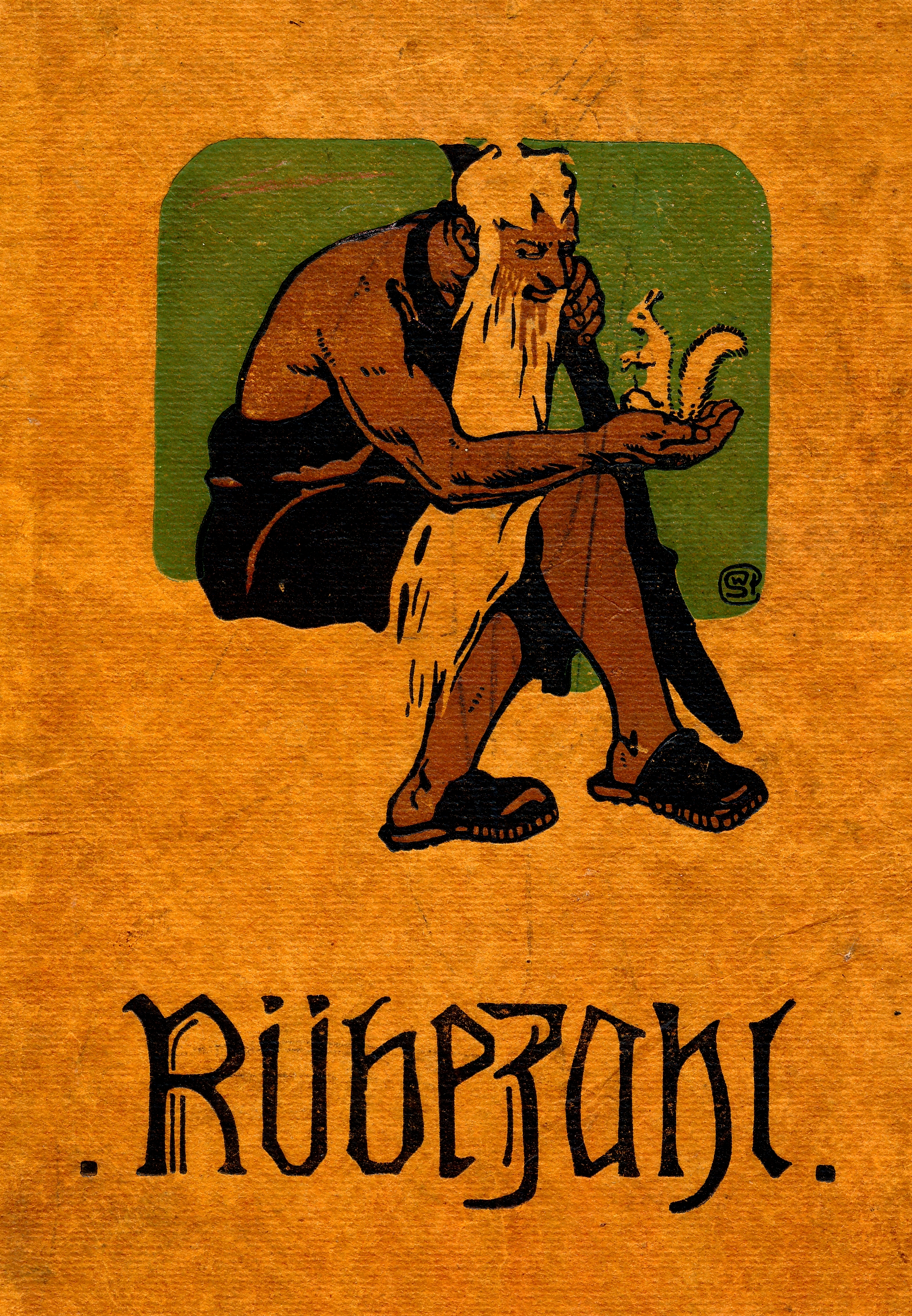
Bucheinband zu Karl August Musäus: Märchen von Rübezahl, mit Bildern von Wilhelm Stumpf, Nürnberg 1914

- Gottfried August Bürger: Münchhausens wunderbare Reisen und Abenteuer. Illustrationen von Wilhelm Stumpf. Fischer und Franke, Berlin 1902 (Jungbrunnen, 33).
- Rudolf Erich Raspe: Baron Munchausen's narrative of his marvellous travels and campaigns in Russia. Illustrationen von Wilhelm Stumpf. Fischer und Franke, Berlin 1902 (Jungbrunnen, 37).
- Max Geissler: Das Buch von der Frau Holle. Mit Textillustrationen von Franz Stassen und vier Original-Lithographien von Wilhelm Stumpf. Fischer und Franke, Düsseldorf 1903.
- Julius R. Haarhaus: Leipziger Spaziergänge. Bilder und Skizzen. Mit 12 Vignetten von Franz Bender und 1 Lichtdruck-Bilde von Wilhelm Stumpf. Von Schalscha-Ehrenfeld, Leipzig 1903.
- Ekkehard. Zehn Zeichnungen zu Victor v. Scheffel's Ekkehard. Fischer und Franke, Leipzig 1903 (Teuerdank. Fahrten und Träume deutscher Maler, 29).
- Aus der grossen Stadt. Ein Bilderbuch für kleine Schulkinder. Hrsg. vom Leipziger Lehrerverein, Klinkhardt, Leipzig 1908.
- Waldgeister. Fischer und Franke, Berlin 1910 (Teuerdank. Fahrten und Träume deutscher Maler, 16).
- Svend Grundtvig, Ad. Strodtmann: Volksmärchen der Dänen. Mit Zeichnungen von Wilhelm Stumpf. Holbein, München 1911.
- Johann Karl August Musäus: Märchen von Rübezahl. Für die Jugend durchgesehen von Hans Heller, Bilder von Wilhelm Stumpf. Niester, Nürnberg 1914 (Nürnberger Jugendbücher).
- Ernst Theodor Amadeus Hoffmann: Die schönsten Erzählungen. Mit Bildern von Wilhelm Stumpf. Holbein, München 1919.
- Ernst Theodor Amadeus Hoffmann: Musikalische Novellen. Mit Bildern von Wilhelm Stumpf. Holbein, München 1920.
- Ernst Theodor Amadeus Hoffmann: Die Abenteuer in der Sylvesternacht. mit Bildern von Wilhelm Stumpf, Holbein, München 1920.
- Ernst Theodor Amadeus Hoffmann: Die Brautwahl. Mit Bildern von Wilhelm Stumpf. Holbein, München 1920.
- Else Franke: Alpenmärchen. Mit Bildern von Wilhelm Stumpf. Benjamin Harz, Berlin, Wien 1924.